# Nam Đường
Nam Đường (tiếng Trung Quốc: 南唐; pinyin Nán Táng) là một trong 10 nước thời Ngũ đại Thập quốc ở trung-nam Trung Quốc được thành lập sau thời nhà Đường, tồn tại từ năm 937–975. Nam Đường thay thế nước Ngô khi Lý Biện (còn có tên khác là Từ Tri Cáo) phế ngôi hoàng đế Dương Phổ.

## Thành lập
Lý Biện là con nuôi của Thái Tổ Dương Hành Mật - vua sáng lập nước Ngô. Sau khi Dương Hành Mật chết, quyền thần Từ Ôn nắm quyền nước Ngô, Lý Biện lại làm con nuôi Từ Ôn và đổi tên là Từ Tri Cáo.
Sau khi Từ Ôn mất, Từ Tri Cáo nối nghiệp nắm quyền bính trong triều Ngô. Năm 937, Tri Cáo phế vua Ngô là Dương Phổ (con thứ Hành Mật), tự lập làm hoàng đế, đổi tên là Lý Biện (hay Lý Thăng), lập ra nước Nam Đường, với danh nghĩa kế tục nhà Hậu Đường vừa mất và đối kháng với nhà Hậu Tấn vừa giành ngôi của Hậu Đường.

## Phạm vi lãnh thổ
Kinh đô đã được đặt ở Kim Lăng (cũng gọi là Tây Đô), ngày nay là Nam Kinh ở tỉnh Giang Tô.
Lãnh thổ Nam Đường bao gồm các khu vực lãnh thổ thuộc ngày nay là Phúc Kiến, Giang Tô và An Huy và toàn bộ tỉnh Giang Tây.

## Phát triển
Nam Đường là quốc gia tương đối rộng và thịnh vượng so với 10 nước thời Ngũ Đại. Thời kỳ cai trị của Nam Đường Liệt Tổ Lý Biện khá hoà bình và phồn vinh. Năm 942, Lý Biện chết, con là Lý Cảnh lên thay, tức là Nam Đường Nguyên Tông.
Nắm được cơ hội bạo loạn của các nước láng giềng, Nam Đường đã mở rộng lãnh thổ sau khi thừa kế từ nước Ngô. Do sự chia cắt của anh em họ Vương tại nước Mân tách thành Mân và Ân, vua Mân cầu cứu Nam Đường. Lý Cảnh nhân cơ hội đó bèn diệt Ân và diệt luôn cả Mân năm 945.
Không lâu sau, Nam Đường lại có lợi từ sự chia rẽ bên trong nước Sở để mở rộng thêm lãnh thổ. Sự tranh chấp quyền lực của anh em họ Mã làm nước Sở suy yếu và Lý Cảnh lại điều quân sang đánh, bắt nhà họ Mã về Kim Lăng, thôn tính nước Sở năm 951.

## Suy yếu và diệt vong
Các sử gia ngày nay cho rằng Lý Cảnh đã mắc sai lầm khi tập trung binh lực vào việc can thiệp sang Mân và Sở để mở đất phía nam mà không phát triển lên phía bắc khi có cơ hội.
Nguyên do là liên tục trong các năm 943, 944 và 946, vua Hậu Tấn ở trung nguyên là Xuất Đế Thạch Trọng Quý chọc giận nhà Liêu của người Khiết Đan có công tạo dựng ngôi vua của Thạch Kính Đường trước kia, nên vua Liêu là Gia Luật Đức Quang mang quân đánh Hậu Tấn. Hậu Tấn không đủ sức chống trả nên dần dần yếu thế và bị bắt. Một số tướng sĩ của Hậu Tấn đang trông chờ việc phản Tấn theo Liêu để được lập làm vua trung nguyên như Thạch Kính Đường trước kia. Tình hình trung nguyên rất hỗn loạn vì vua Liêu không được lòng dân trung nguyên.
Trong bối cảnh trung nguyên không có chủ, một số tướng sĩ Hậu Tấn cũ đã kêu gọi Lý Cảnh bắc tiến vì lúc đó thực lực của Nam Đường cũng là hùng hậu nhất trong các nước miền nam và chính tôn chỉ của Lý Biện trước kia khi kiến lập Nam Đường là để chống nhà Hậu Tấn, nối nghiệp Hậu Đường. Tuy nhiên Lý Cảnh đã khước từ cơ hội đó mà chỉ dồn sức vào chiến trường phía nam. Kết quả cơ hội này lọt vào tay Lưu Tri Viễn, một bộ tướng của Thạch Kính Đường, gốc người Sa Đà. Tri Viễn nhanh chóng đánh đuổi quân Liêu và thành lập nhà Hậu Hán.
Không lâu sau khi diệt được Sở, Lý Cảnh đã phải ân hận. Thế cục trung nguyên lại nhanh chóng thay đổi, nhà Hậu Chu thay nhà Hậu Hán và vua Hậu Chu Thế Tông (Sài Vinh) mang quân nam tiến, đánh cho Nam Đường đại bại. Sau hai cuộc chiến năm 956 và 958, Nam Đường bị mất phần đất Giang Bắc, chỉ co cụm về Giang Nam. Lý Cảnh phải xưng thần, làm chư hầu với Hậu Chu và từ bỏ niên hiệu riêng, dùng niên hiệu của vua Hậu Chu.
Năm 961, Lý Cảnh chết, Hậu Chủ Lý Dục lên thay. Hậu Chủ chỉ là người hay thơ chứ không phải là nhà cai trị. Năm 976, Tống Thái Tổ cất quân đánh Nam Đường, bắt Lý Dục về Biện Kinh. Nước Nam Đường diệt vong, truyền nối được 3 đời, tổng cộng 40 năm.

## Các vua Nam Đường
| Miếu hiệu 廟號 | Thuỵ hiệu 諡號                                               | Tên riêng      | Thời gian cai trị | niên hiệu 年號                                                   |
| --- | ------------------------------------------------------------ | -------------- | ----------------- | ---------------------------------------------------------------- |
| Đặt tên gọi cho các vị vua của nước này: Nam Đường + miếu hiệu. Hậu Chủ còn gọi là Lý Hậu Chủ (李後主 lǐ hòu zhǔ). |                                                              |                |                   |                                                                  |
| Tiên Chủ (先主) hay Nam Đường Liệt Tổ (烈祖)                                                                       | Quang Văn Túc Vũ Hiếu Cao Hoàng Đế 光文肅武孝高皇帝          | Lý Biện (李昪) | 937-943           | Thăng Nguyên (昇元) 937-943                                      |
| Trung Chủ (中主) hay Nam Đường Nguyên Tông (元宗)                                                                  | Minh Đạo Sùng Đức Văn Tuyên Hiếu Hoàng Đế 明道崇德文宣孝皇帝 | Lý Cảnh (李璟) | 943-961           | Bảo Đại (保大) 943-958 Gia Thái (交泰) 958 Trung Hưng (中興) 958 |
| Hậu Chủ (後主) hay Ngô vương (吳王)                                                                                | Vị Mạng Hầu 違命侯                                           | Lý Dục (李煜)  | 961-975           | Không có                                                         |